# Robert M. Pirsig

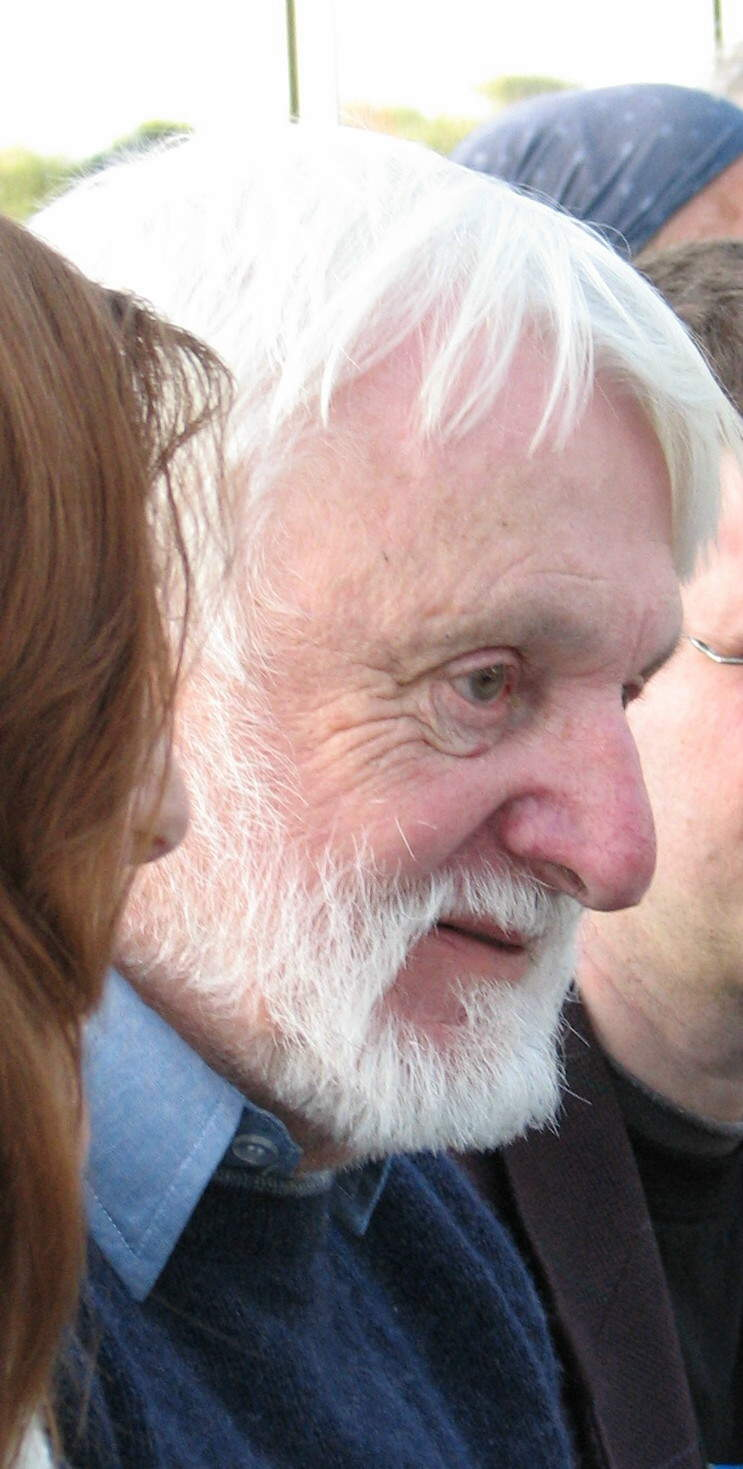
Robert M. Pirsig (2005)

Robert Maynard Pirsig (* 6. September 1928 in Minneapolis, Minnesota; † 24. April 2017 in South Berwick, York County, Maine) war ein US-amerikanischer Autor. Sein erstes Werk Zen und die Kunst ein Motorrad zu warten (1974) wurde zum internationalen Bestseller.

## Leben
Pirsig kam als erstes Kind des Juristen Maynard Pirsig (1902–1997) und seiner Frau Harriet Marie, geborene Sjobeck, einer gebürtigen Schwedin, zur Welt. Er hatte zwei jüngere Schwestern. Pirsigs Vater, Sohn deutscher Einwanderer, war von 1934 bis zu seiner Emeritierung 1970 Professor an der University of Minnesota Law School, von 1948 bis 1955 als ihr Dekan. Von 1970 bis 1993 lehrte er an der William Mitchell School of Law, einer privaten Hochschule.
Schon während seiner Kindheit in Minneapolis fiel Robert M. Pirsig durch seine außergewöhnliche Intelligenz auf; im Alter von 9½ Jahren wurde bei ihm ein IQ von 170 festgestellt. Beim Eintritt in den Kindergarten konnte er bereits lesen und schreiben und wurde nach kurzer Zeit in die zweite Klasse vorversetzt. Dort wurde der Linkshänder gezwungen, mit der rechten Hand zu schreiben, und entwickelte ein starkes Stottern, das ihn zusammen mit dem Altersunterschied und seiner Hochbegabung zum gemobbten Außenseiter werden ließ, so dass er schließlich die Schule verlassen musste. Er wechselte auf die Blake School, eine private Grundschule, wo er die linke Hand benutzen durfte, und sein Stottern verschwand. 1939 ging er auf die University of Minnesota High School über, wo er abermals zwei Klassen übersprang und 1943 mit nur 14 Jahren den Highschool-Abschluss erwarb. Im Sommer 1944, mit 15 Jahren, begann er an der University of Minnesota Chemie zu studieren. Es fiel ihm schwer, sich den Begrenzungen des akademischen Lehrbetriebs zu fügen; zudem entwickelte er grundsätzliche Zweifel an den wissenschaftstheoretischen Grundlagen der Naturwissenschaft, die ihn so sehr beschäftigten, dass er darüber sein Studium vernachlässigte. Nach zwei Jahren wurde Pirsig schließlich wegen unzureichender Noten, mangelnden Fleißes und Unreife der Universität verwiesen.
Nach einer mehrmonatigen Rucksackreise durch Montana trat Pirsig 1946 in die Armee ein und war bis 1948 in Südkorea stationiert, wo er sich für die örtliche Kultur interessierte und während eines Urlaubs in Japan erstmals mit dem Zen-Buddhismus in Kontakt kam.  Nach seiner Entlassung aus der Armee lebte er einige Monate in Seattle und begann dann an der University of Minnesota ein Philosophiestudium, das er 1950 mit dem B. A. abschloss. Anschließend reiste er nach Benares (Indien) und studierte an der dortigen Universität eineinhalb Jahre lang östliche Philosophie.
Nach seiner Rückkehr in die USA begann Pirsig 1952 ein Journalismus-Studium an der University of Minnesota. Hier lernte er die verheiratete Mitstudentin Nancy Ann James kennen, die gemeinsam mit ihm die 1953er Ausgabe von Ivory Tower, dem studentischen literarischen Jahrbuch der Universität, redigierte. Ende 1953 ging er mit ihr nach Reno (Nevada), wo sie sich scheiden ließ und beide als Croupiers in einem Casino arbeiteten. Sie heirateten am 10. Mai 1954. Von dem in Reno verdienten Geld lebten sie vom September 1954 bis zum Mai 1955 in Minatitlán an der Bucht von Campeche in Mexiko. Nach Minnesota zurückgekehrt, verdiente Pirsig den Lebensunterhalt für sich und seine Familie als Autor von technischen Handbüchern und Unterrichtsmaterialien, Werbetexter und freiberuflicher Journalist. Das Paar bekam zwei Söhne, Chris (1956–1979) und Theodore (* 1958). 1957 nahm Pirsig sein Journalistikstudium an der University of Minnesota wieder auf und schloss es im darauffolgenden Jahr mit einem M.A. in Journalismus ab. Im Herbst 1959 trat er eine Stelle als Englischdozent am Montana State College in Bozeman an. Dort geriet Pirsig wegen seiner unkonventionellen Lehrmethoden (unter anderem lehnte er es ab, Studenten zu benoten) in Konflikte mit Kollegen und der Hochschule.
Im Herbst 1961 nahm Pirsig ein Promotionsstudium mit dem Schwerpunkt auf altgriechischer Philosophie an der University of Chicago auf. Parallel dazu erhielt er einen Lehrauftrag für Rhetorik an der University of Illinois. Nach erneuten Konflikten mit seinem Professor, verbunden mit massiver Überarbeitung, traten erste Symptome einer psychischen Erkrankung auf; im Dezember kam es zu einem ersten Klinikaufenthalt, bei dem katatone Schizophrenie diagnostiziert wurde. Im darauffolgenden Jahr verschlimmerte sich sein Zustand und zwang ihn, sein Studium und seinen Lehrauftrag aufzugeben. Ein mehrmonatiger freiwilliger Aufenthalt in einer psychiatrischen Klinik in Downey, Illinois, brachte keine dauerhafte Besserung. Nachdem Pirsig begonnen hatte, Menschen in seiner Umgebung zu bedrohen, kam es 1963 zur Zwangseinweisung in das Veterans Hospital in Minneapolis, wo Pirsig unter anderem 28 Elektroschock-Behandlungen unterzogen wurde, die nach eigener Aussage seine Persönlichkeit auslöschten.
Nach seiner Entlassung arbeitete Pirsig wieder als Technischer Redakteur und verfolgte parallel dazu ein Buchprojekt mit dem Arbeitstitel Zen and the Art of Motorcycle Maintenance (Zen und die Kunst ein Motorrad zu warten). Im Juni 1968 schickte er ein hektographiertes Exposé an eine große Zahl von Verlagen, von denen 22 Interesse zeigten. Pirsig blieb in brieflichem Kontakt mit dem Lektor James Landis vom Verlag William Morrow. 1974, nach dem Erscheinen seines Buchs, sagte Pirsig in einem Interview, er habe 120 Ablehnungen erhalten, aber eine Annahme genüge. Diese Aussage wiederholte er in dem Nachwort aus dem Jahr 1983 und betont, dass ihm nur ein einziger Lektor den Vorschuss von 3000 Dollar anbot. Daraus entstand die weitverbreitete Urban Legend, das Buch sei von 121 Verlagen abgelehnt worden. Tatsächlich ist nicht das Buch selbst abgelehnt worden, sondern das Exposé, welches jedoch noch vor der Reise 1968 (vgl. unten) entstand und somit das Buch (vor allem die Rahmenhandlung) nicht wirklich abgebildet haben kann.
Vom 8. Juli 1968 bis zum 24. Juli 1968 unternahm Pirsig zusammen mit seinem Sohn Chris und zwei Freunden, John und Silvia Sutherland, eine Motorradreise von Minnesota nach Kalifornien. Diese Reise nutzte Pirsig als Rahmenhandlung seines Buches. Er arbeitete mehr als vier Jahre daran, meist zwischen 2 und 8 Uhr morgens vor Arbeitsbeginn. Während dieser Zeit begann Pirsig, regelmäßig Zen-Buddhismus zu praktizieren. Im Januar 1973 wurde der Verlagsvertrag mit Morrow geschlossen; der Verlag zahlte 3000 Dollar Vorschuss, ohne aber große wirtschaftliche Erwartungen in das Projekt zu setzen. Zen and the Art of Motorcycle Maintenance: An Inquiry Into Values erschien schließlich im April 1974, erhielt begeisterte Kritiken und wurde umgehend zum Bestseller. Bis heute wurde das Buch in 27 Sprachen übersetzt und in mehr als fünf Millionen Exemplaren verkauft.
Ein Guggenheim-Stipendium und der Erfolg seines Buchs ermöglichten Pirsig die Aufgabe seiner Berufstätigkeit. Er war über Nacht zur Berühmtheit geworden, zog sich aber bald zunehmend aus der Öffentlichkeit zurück und verfolgte ein neues Buchprojekt über die Unterschiede zwischen weißer und indianischer Kultur. Im Sommer 1975 kaufte er mit seiner Frau ein Segelboot und plante eine Reise um die Welt. Die erste Etappe dieses Segeltörns vom Lake Superior bis Florida bildete später den Rahmen für sein zweites Buch Lila. 1976 trennten sich Pirsig und seine Frau; kurz darauf lernte er die Journalistin Wendy Kimball kennen und lebte mit ihr an Bord seines Bootes zusammen. Nach der 1978 erfolgten Scheidung von Nancy heirateten Pirsig und Kimball am 28. Dezember 1978. 1981 kam die gemeinsame Tochter Nell zur Welt. Am 17. November 1979 wurde Pirsigs Sohn Chris kurz vor seinem 23. Geburtstag beim Verlassen des Zen-Zentrums in San Francisco, in dem er lebte, an einer Bushaltestelle überfallen und erstochen.
Von 1975 bis 1985 lebten Pirsig und seine Frau überwiegend auf ihrem Boot in den USA, England, Holland, Belgien, Norwegen und Schweden, bevor sie sich in Maine niederließen. Während dieser Zeit arbeitete Pirsig an seinem zweiten Buch. Es erschien im November 1991 unter dem Titel Lila – An Inquiry Into Morals. Pirsig versuchte darin eine systematischere Zusammenfassung seiner Philosophie. Trotz gelegentlicher akademischer Beschäftigung mit seinem Werk beklagte Pirsig, dass er vorwiegend als „Kultautor“ oder „New-Age-Autor“ wahrgenommen und nicht als ernstzunehmender Philosoph rezipiert werde.
Der zurückgezogen lebende Pirsig war in seinen letzten Lebensjahren gesundheitlich geschwächt; die Ehrendoktorwürde der University of Montana, die ihm 2012 verliehen wurde, konnte er nicht mehr persönlich entgegennehmen. Er starb am 24. April 2017 im Alter von 88 Jahren in seinem Haus in South Berwick, Maine.

## Philosophisches Werk
Kern von Pirsigs Werk ist die Metaphysik der Qualität. In dieser nichtdualistischen Metatheorie verwirft Pirsig die Subjekt-Objekt-Theorie und führt stattdessen die Eigenschaftswörter statisch und dynamisch ein. Der Hauptnutzen der Metatheorie der Qualität liegt in seiner Eigenschaft, moralische Fragen wissenschaftlich untersuchen und bewerten zu können. Sie funktioniert daher unabhängig vom Determinismus oder Positivismus und steht hierarchisch über der klassischen dualistischen Metaphysik. Als Folge daraus kann die Metatheorie nicht dualistisch untersucht werden, während die Metatheorie der Qualität durchaus in der Lage ist, dualistische Theorien zu erklären.

### Statik und Dynamik
Statische Strukturen sind festgeschriebene Wertestrukturen, die zum Beispiel im Sozialen eine Übereinkunft über Verhaltensweisen darstellen. Sinn und Zweck dieser statischen Festschreibungen ist die Definition von Gut und Böse: Hierbei wird all das zum „Guten“ erklärt, was den Erhalt der sozialen Strukturen fördert, während das „Böse“ die bestehenden sozialen Strukturen gefährdet.
Statik und Dynamik sind folglich in sich zwar gegeneinander gerichtet, dienen aber dem Zweck der Fortentwicklung und Evolution dadurch, dass die Statik erreichte Evolutionsstufen gegen Degenerierung absichert und von diesen Absicherungspositionen aus dynamische Versuche unternimmt, vorhandenen Gegebenheiten und Sachzwängen kreativ auszuweichen und „dem Leben mehr Raum und Möglichkeiten zu verschaffen“. Es ist also das Grundprinzip des Dynamischen, bestehende Strukturen zu modifizieren und zu variieren, wobei sich die Brauchbarkeit dieser Variationen immer erst später herausstellen kann (Variation und Selektion). Anhand dieser Gegebenheiten definiert Pirsig den Moralbegriff, den zu beschreiben „die Philosophie und Geisteswissen bislang vergeblich versuchten“: Moral ist demnach das Prinzip, „dem Leben Entfaltungsmöglichkeiten zu verschaffen“. Damit ist erklärt, wann soziale Strukturen als unmoralisch empfunden werden – nämlich immer dann, wenn sie Entfaltungsmöglichkeiten restringieren statt eröffnen.

### Evolutionsstufen
Pirsig beschreibt vier Sprünge in der Evolution statischer Wertstrukturen, die sich als Evolutionsstufen erhalten haben. Diese werden bezeichnet als anorganische, biologische, soziale und intellektuelle Wertstrukturen. Eine fünfte, mystische Ebene wird von Pirsig als auf die intellektuelle folgend beschrieben, wobei diese nicht mehr den statischen Strukturen zuzurechnen ist, (obgleich sie alle statischen Wertebenen durchzieht und beeinflusst), sondern sich als dynamische, undefinierbare, der Subjekt/Objekt-Trennung vorausgehende Qualität zeigt. Ein Erwartungsbruch in der Metaphysik der Qualität besteht darin, dass diese Stufen nach Pirsig nicht harmonisch kooperieren, sondern sich eher feindlich gegenüberstehen, sodass eine höhere Evolutionsstufe sich darum bemüht, die ihr untergeordnete Stufe für ihre eigenen Ziele zu benutzen. Diese Evolutionsstufen sind folglich statische Strukturen, die aber fortlaufend von dynamischen Einflüssen (organisch: Mutationen; sozial: Antagonisten; geistig: Ideen) korrumpiert werden. Das Resultat ist ein Spannungsfeld zwischen Bewahrern und Revolutionisten. Die dynamische Qualität fand so im Kohlenstoffatom einen solchen Revolutionisten, durch welchen eine neue, dynamischere Wertebene entstehen konnte: irdisches, biologisches Leben. Die zweite Eigenschaft der Evolutionsstufen besteht in ihrer Unabhängigkeit voneinander im Hinblick auf ihre Struktur – die Unabhängigkeit bestehe demnach wie in einer Analogie zur Hard- und Software eines Computers, bei der ein Programmierer nicht wissen müsse, wie hardwareseitig z. B. eine Mono-Flop-Schaltung aufgebaut sei, wie Ankling- und Refräktärzeiten, Gatterspannungen etc. eingestellt seien. Der Programmierer verwende die Hardware über die logischen Beziehungen in seinem Programm, ohne von diesen physikalischen Dingen Kenntnis haben zu müssen. Der Anwender wiederum verwendet die Software ohne Kenntnis von den logischen Beziehungen des Programms. Auch sei keine Aussage über einen Operanden oder eine logische Beziehung mehr auf der Hardwareebene nachweisbar.

## Auszeichnungen
- Guggenheim-Stipendium 1974
- American Academy and Institute of Arts and Letters Award (1979)
- Nominierung für den Pulitzerpreis 1992 für Lila
- Nominierung für den National Book Award for Contemporary Affairs
- Ehrendoktor in Philosophie der Montana State University 2012

## Schriften
- Zen und die Kunst, ein Motorrad zu warten: ein Versuch über Werte, Roman (Originaltitel: Zen and the Art of Motorcycle Maintenance: An Inquiry into Values. New York 1974, übersetzt von Rudolf Hermstein). S. Fischer, Frankfurt am Main 1976, ISBN 3-10-061901-3; als Fischer-Taschenbuch 2020, Frankfurt am Main 1978–2005, ISBN 3-596-22020-3.
- Lila: oder ein Versuch über Moral (Originaltitel: Lila : An Inquiry into Morals. 1991, ISBN 3-596-17169-5.)
- Lila’s Child: An Inquiry Into Quality. 2003, ISBN 1-4033-5620-3, (Kompilation einer Internet-Diskussionsgruppe über ‘Lila’).